# Great Lake Swimmers
Great Lake Swimmers (с англ. — «Пловцы Великого озера») — канадская инди-фолк-группа из Уэйнфлита, Онтарио, сформированная в 2003 году, и в настоящее время базирующаяся в Торонто. Текущий гастрольный состав: Тони Деккер (вокалист, акустическая гитара и губная гармошка), Эрик Арнесен (банджо, электрогитара и губная гармошка), Райан Грэнвилл-Мартин (барабаны и бэк-вокал), Брет Хиггинс (контрабас) и Келси МакНалти (клавишные и бэк-вокал). Среди бывших участников: Джули Фейдер (бэк-вокал), Сандро Перри (гитара), Грег Миллсон (барабаны) и Колин Хьюберт (барабаны).
Отмечается особенная привычка группы записывать альбомы в нетрадиционных местах. Например, дебютный одноименный альбом был записан в заброшенном зернохранилище. Затем группа отправилась в церковь на берегу озера в сельской местности на юге Онтарио, где завершила свой второй альбом Bodies and Minds. Большая часть третьего альбома Ongiara была записана в Aeolian Hall, историческом здании 1884 года в Лондоне, Онтарио, а альбом Lost Channels, номинированный на премию Juno 2009 года, был записан в разных местах Тысячи островов, в том числе в историческом замке Сингер.
Они достигли пика карьеры в 2009 году со своим четвертым полноформатным альбомом Lost Channels, который был номинирован на престижную премию Polaris Music Prize того года. В 2012 году группа приняла более студийное звучание, хотя они сохранили пасторальное тепло, которое подпитывало их более ранние релизы. Деккер выпустил сольный альбом в 2013 году, но продолжил выпускать альбомы под знаменем Great Lake Swimmers, включая The Waves, the Wake 2018 года, на котором группа экспериментировала с большим количеством оркестровых звуков.
Стиль группы сравнивают со стилем Red House Painters, Ником Дрейком, Iron & Wine и Нилом Янгом, а также Уиллом Олдхэмом и Суфьяном Стивенсом. Деккер упоминал таких вдохновителей, как Грэм Парсонс и Хэнк Уильямс.

## Дискография
Смотри статью «Дискография Great Lake Swimmers» в англ. разделе.
- Great Lake Swimmers (weewerk, 2003)
- Bodies and Minds (weewerk, 2005)
- Ongiara (Nettwerk, 2007)
- Lost Channels (Nettwerk, 2009)
- New Wild Everywhere (Nettwerk, 2012)
- A Forest of Arms (Nettwerk, 2015)
- The Waves, the Wake (Nettwerk, 2018)[7]
- Uncertain Country (2023)
- In Pieces: An Acoustic Retrospective (2024)